# Pseudomysidia panamensis
Pseudomysidia panamensis är en insektsart som beskrevs av  1985. Pseudomysidia panamensis ingår i släktet Pseudomysidia och familjen Derbidae. Inga underarter finns listade i Catalogue of Life.